# Калил, Джордж
Джордж Калил (англ. George Calil; род. 29 марта 1973 г., Англия, Великобритания) — английский актёр кино и телевидения, сын ливанского бизнесмена Элая Калила.

## Биография
Джордж Калил родился 29 марта 1973 года в Англии, Великобритания в семье Фрэнсис Кондон родом из Теннесси и бизнесмена родом из Ливана Элая Калила, который был одним из богатейших людей Британии.
Впервые он появился на экранах в 1996 году, в фильме «Сердце тигра», после чего длительное время нигде не снимался. В 2001 году получил роль второго плана в мини-сериале «Братья по оружию» и уже регулярно играл в различных фильмах и сериалах.
В 2003 году молодой актёр оказался в центре скандала: в ночь на 15 июня его девушка Лора Сэдлер, находясь под воздействием кокаина, выпала из квартиры Калила в восточном Лондоне, получив тяжёлую черепно-мозговую травму 18 июня она была отключена от аппарата жизнеобеспечения по решению её родителей. Калил был задержан и допрошен полицией, прежде чем был отпущен под залог. Впоследствии смерть Сэдлер была объявлена несчастным случаем, обвинения Джорджу предъявлены не были. Сэдлер и Калил познакомились на съёмках сериала «Холби Сити», где играли влюблённую пару.
В 2009 актёр завершил карьеру.

## Фильмография
| Год  |    | Русское название          | Оригинальное название   | Роль                          |
| ---- | -- | ------------------------- | ----------------------- | ----------------------------- |
| 1996 | ф  | Сердце тигра              | Tiger Heart             | Джек                          |
| 2001 | ф  | Забытая рота              | The Lost Battalion      | рядовой Лоуэлл Р. Холлингсхед |
| 2001 | с  | Братья по оружию          | Band of Brothers        | сержант Джеймс «Мо» Элли, мл. |
| 2002 | с  | Охотники за древностями   | Relic Hunter            | Андреас Да Вега               |
| 2002 | с  | Воскрешая мёртвых         | Waking the Dead         | Дэвид Голд                    |
| 2004 | тф | Спартак                   | Spartacus               | Помпей Магн                   |
| 2005 | ф  | Птеродактиль              | Pterodactyl             | Серлинг                       |
| 2007 | ф  | Восхождение пехотинца     | Rise of the Footsoldier | убийца полицейских            |
| 2007 | тф | Исчезнувшая колония       | Wraiths of Roanoke      | Томас Стивенс                 |
| 2009 | с  | Чисто английское убийство | The Bill                | Кевин Гири                    |
| 2009 | ф  | 31 Норд 62 Ист            | 31 North 62 East        | Джейкоб                       |